# Javier Clemente
Javier Clemente Lázaro (Barakaldo, 1950. március 12. –) spanyol-baszk labdarúgó-középpályás, edző.
A spanyol válogatott szövetségi kapitányaként részt vett az 1994-es és 1998-as labdarúgó-világbajnokságon, az 1996-os labdarúgó-Európa-bajnokságon és az 1996. évi nyári olimpiai játékokon. A spanyol U21-es válogatott szövetségi edzőjeként részt vett az 1996-os U21-es labdarúgó-Európa-bajnokságon.